# 아디포넥틴
아디포넥틴은 244개의 아미노산의 폴리펩타이드(단백질)이다. 아디포넥틴에는 4가지 영역이 있다. 세포 외 분비를 위한 호르몬을 대상으로하는 짧은신호배열, 종 사이에서 변화하는 짧은영역, 콜라겐 단백질에 유사성을 갖는 65개의 아미노산영역, 구형 도메인이 있다.
아디포넥틴은 지방 세포에서 분비되는 단백질의 일종으로 인슐린 저항성을 개선시키는 데 결정적 요소로 작용한다. 그래서 비만과 당뇨병을 치료할 수 있는 물질로 알려져 있다. 또 동맥 경화를 막는 기능을 가지고 있음이 밝혀졌다.
1. 아디포넥틴과 체지방 감소의 관계

아디포넥틴은 지방조직에서 분비되는 호르몬으로 식욕억제 효과를 가진다. 그리고 아디포넥틴은 AMPK 활성과 PPARα 활성에 영향을 주어 체지방조절에 영향을 준다. 비만이 되면 혈액내 아디포넥틴양이 감소하며 체지방감소는 아디포넥틴 생산을 증가시킨다고 한다.
아디포넥틴은 렙틴처럼 체지방이 증가하면 지방조직에서 발현되고 혈액을 순환하는 단백질이다. 아디포넥틴은 지방의 이화 과정에 관여하는데, 근육에서 지방산의 β-산화를 촉진하고, 지방조직에서는 지방 합성을 억제하는 것으로 알려져 있다. 또한 아디포넥틴은 근육세포로 포도당이 유입되는 것을 촉진하여 인슐린 저항성을 개선한다. 또한, 체지방이 과도하게 축전된 경우 아디포넥틴의 발현량 및 혈중 농도가 감소되므로 체지방 축적의 지표로 사용할 수 있다.
1. ↑  식품의약품안전평가원 (2019.06.). “'체지방 감소에 도움을 줄 수 있음' 편”. 《건강기능식품 기능성 평가 가이드》 (식품의약품안전처).
2. ↑  식품의약품안전평가원 (2019.06.). “'체지방 감소에 도움을 줄 수 있음' 편”. 《건강기능식품 기능성 평가 가이드》 (식품의약품안전처).